# プランケット&マクレーン
『プランケット&マクレーン』（プランケット・アンド・マクレーン、原題：Plunkett & Macleane）は、1999年制作のイギリス映画。
18世紀半ばのロンドンで「貴族からしか盗まない」をモットーに活躍した2人組の強盗団、ウィル・プランケットとジェイムズ・マクレーンの活躍を描いたアクション・冒険コメディ映画。リドリー・スコットの息子ジェイク・スコットの映画監督デビュー作品。

## あらすじ
1748年のロンドン。家業の薬屋が破産したため強盗に手を染めたウィル・プランケットと、スコットランドの聖職者の息子として生まれ、高度な教育を受けたジェイムズ・マクレーンは、牢獄で出会い意気投合、出所後、プランケットが持つ盗みのノウハウと、マクレーンの持つ上流階級のコネクションを生かして、上流階級のみをターゲットにした“紳士強盗”稼業を始める。
2人はたちまち義賊として名を馳せ、強盗稼業を重ねていくうち、強い友情と信頼の絆で結ばれる。マクレーンはある日働いた強盗で美しく毅然とした貴婦人レディ・レベッカに一目惚れ、貴族に扮装して上流階級の世界に足を踏み入れた彼はレディ・レベッカに再会、恋に落ちるが、やがてチャンス卿の執拗な追跡により、追い詰められていく。

## キャスト
- ジェイムズ・マクレーン（英語版）：ジョニー・リー・ミラー（吹替：三木眞一郎）
- ウィル・プランケット（英語版）：ロバート・カーライル（吹替：小杉十郎太）
- レディ・レベッカ・ギブソン：リヴ・タイラー（吹替：湯屋敦子）
- ロチェスター卿：アラン・カミング（吹替：清水明彦）
- チャンス卿：ケン・ストット（吹替：佐々木梅治）
- ギブソン卿：マイケル・ガンボン（吹替：稲垣隆史）
- エディ：トミー・フラナガン（吹替：柳沢栄治）
- クリスチャン・カマルゴ
- デヴィッド・ウォリアムス
- マット・ルーカス
- ベン・ミラー
- スティーヴン・ウォルターズ
- クレア・ラッシュブルック